# Арнот, Лиззи
Эли́забет А́рнот (англ. Elizabeth Arnot; родилась 1 марта 1996), более известная как Ли́ззи А́рнот (англ. Lizzie Arnot) — шотландская футболистка, нападающий клуба «Рейнджерс» и сборной Шотландии.

## Клубная карьера
Арнот играла за шотландские клубы «Эдинбург Сити» и «Хатчинсон Вейл», после чего в январе 2012 года стала игроком женской команды «Хиберниан».
Выступая за «Хиберниан» получила серьёзную травму крестообразных связок колена, из-за чего около года не могла играть в футбол, пропустив, в том числе, Евро-2017. В мае 2018 года, восстановившись от травмы, была вновь вызвана в национальную сборную. Накануне вызова в сборную она забила пять мячей в кубковой игре за «Хибс».
В июне 2018 года сайт BBC сообщил, что Арнот собирается покинуть «Хиберниан». 27 июня 2018 года официальный сайт «Хиберниан» подтвердил, что Лиззи Арнот вместе с Керсти Смит покидают «хибс». После этого они обе стали игроками женской команды английского клуба «Манчестер Юнайтед», образованной перед началом сезона 2018/19. 19 августа 2018 года Арнот стала автором первого гола в первой официальной игре «Манчестер Юнайтед» против женской команды «Ливерпуля».
31 июля 2020 года перешла в клуб Шотландской женской Премьер-лиги «Рейджерс».

## Карьера в сборной
17 сентября 2015 года дебютировала в составе основной сборной Шотландии, выйдя на замену во втором тайме. Также играла за женские сборные Шотландии по футболу до 15, до 17 и до 19 лет.